# Echinopsis mataranensis
Echinopsis mataranensis ist eine Pflanzenart aus der Gattung Echinopsis in der Familie der Kakteengewächse (Cactaceae). Das Artepitheton mataranensis verweist auf das Vorkommen der Art nahe der bolivianischen Ortschaft Matarani.

## Beschreibung
Echinopsis mataranensis wächst einzeln. Die kugelförmigen, glauken Triebe erreichen bei Durchmessern von 18 bis 20 Zentimetern Wuchshöhen von 12 bis 13 Zentimeter. Es sind elf bis 25 scharfkantige Rippen vorhanden, die gekerbt und gehöckert sind. Die auf ihnen befindlichen schiefen Areolen sind hellbraun und stehen 2 bis 3 Zentimeter voneinander entfernt. Die aus ihnen entspringenden elf bis 13 Dornen lassen sich nicht in Mittel- und Randdornen unterscheiden. Sie sind etwas kammartig, ausgebreitet oder liegen an der Trieboberfläche an. Die 1 bis 5 Zentimeter langen, gebogenen Dornen sind grau und an ihrer Basis angeschwollen.
Die trichterförmigen, weißen Blüten erscheinen seitlich an den Trieben und öffnen sich in der Nacht. Sie sind 16 bis 18 Zentimeter lang und weisen einen Durchmesser von bis zu 8 Zentimeter auf. Ihre Perikarpell und die Blütenröhre sind mit Büscheln aus schwarzen Haaren besetzt.

## Verbreitung und Systematik
Echinopsis mataranensis ist im bolivianischen Departamento Cochabamba im Municipio Tarata in Höhenlagen um 3000 Meter verbreitet.
Die Erstbeschreibung durch Martín Cárdenas wurde 1970 veröffentlicht.
Gonzalo Navarro behandelte Echinopsis mataranensis 1996 als Synonym von Echinopsis obrepanda.

## Nachweise